# Akurat
Akurat este o trupă muzicală poloneză formată în noiembrie 1994 în Bielsko-Biała.

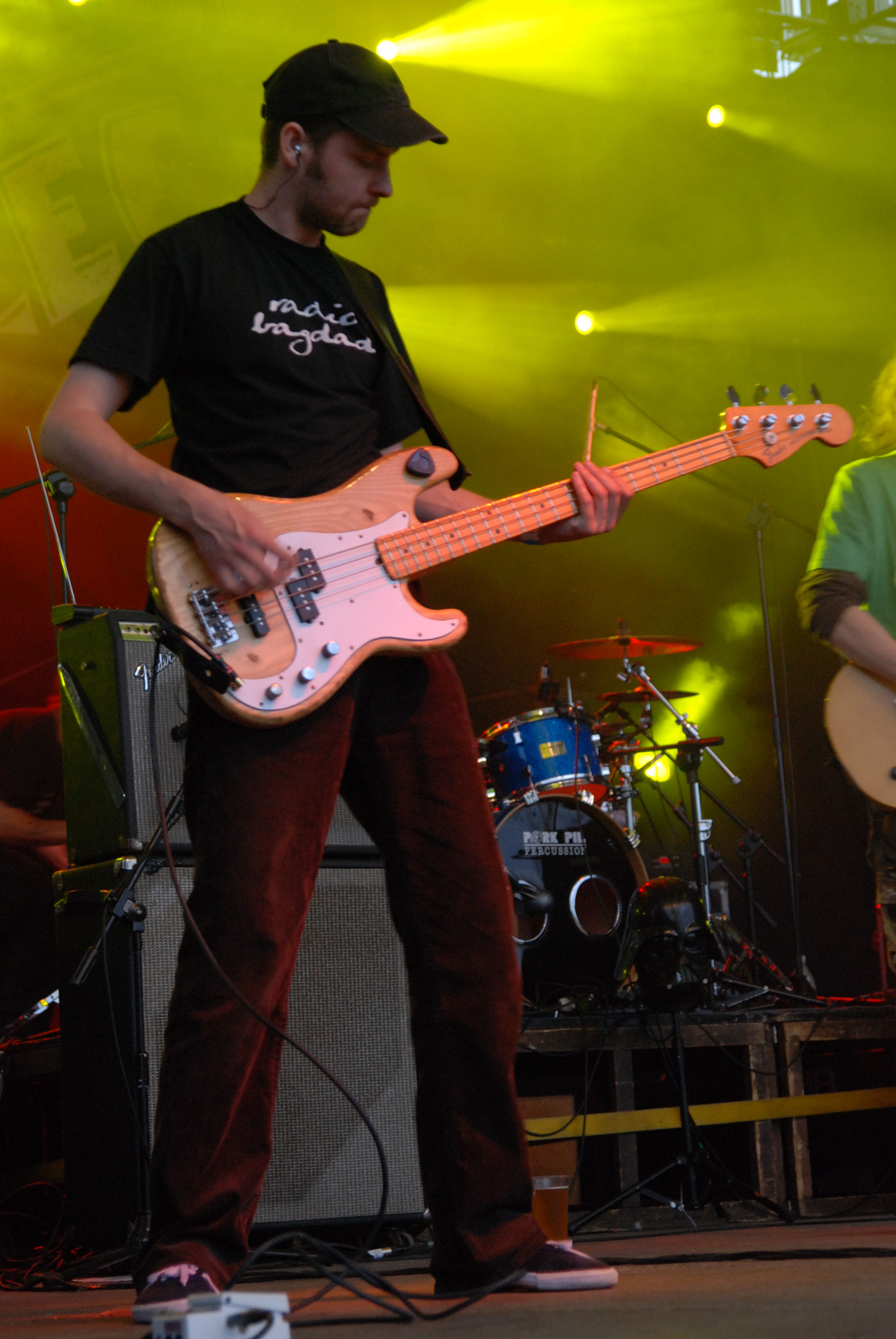
Ireneusz Wojnar în timpul festivalului Juwenalia Śląskie (2008)

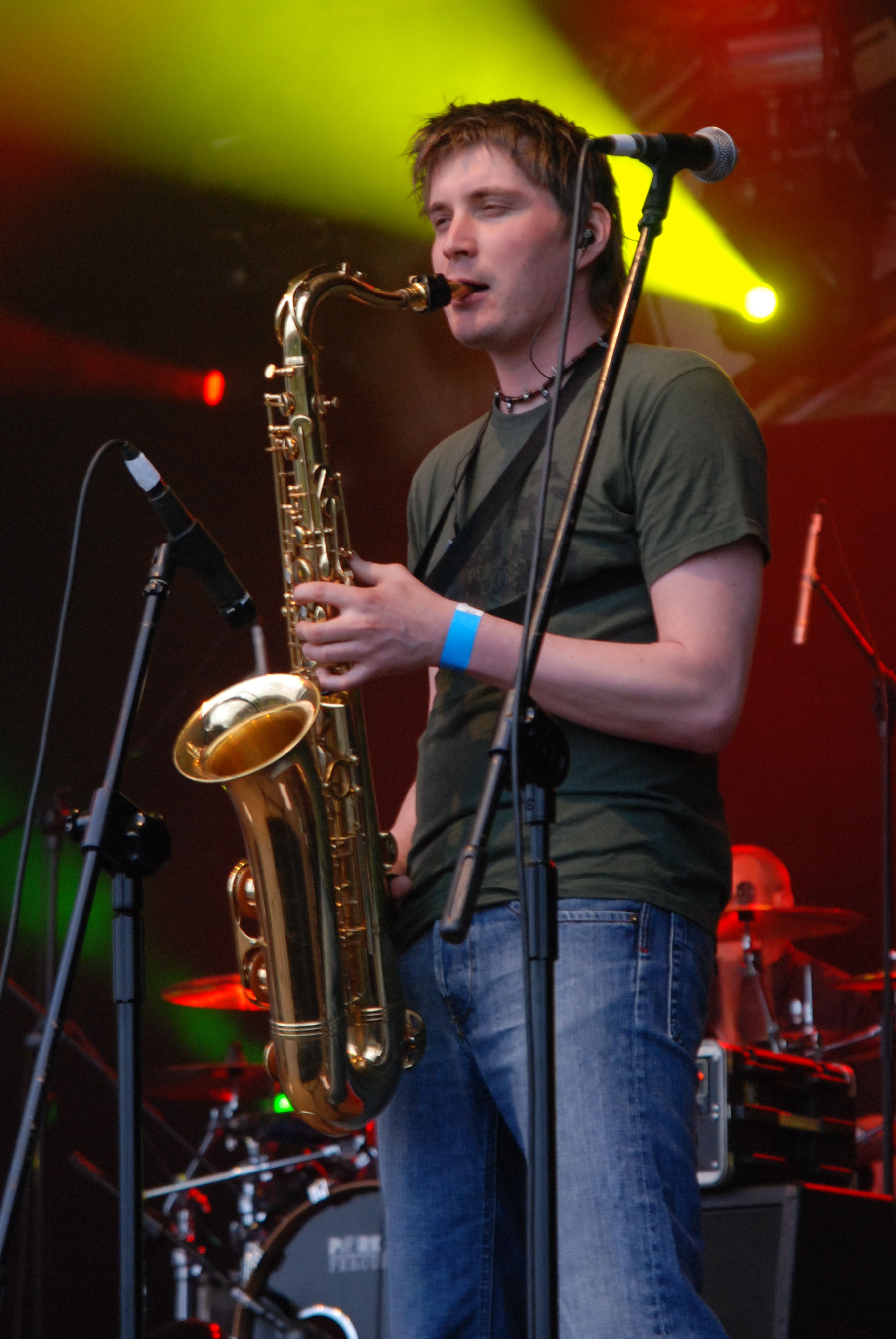
Przemysław Zwias în timpul festivalului Juwenalia Śląskie (2008)

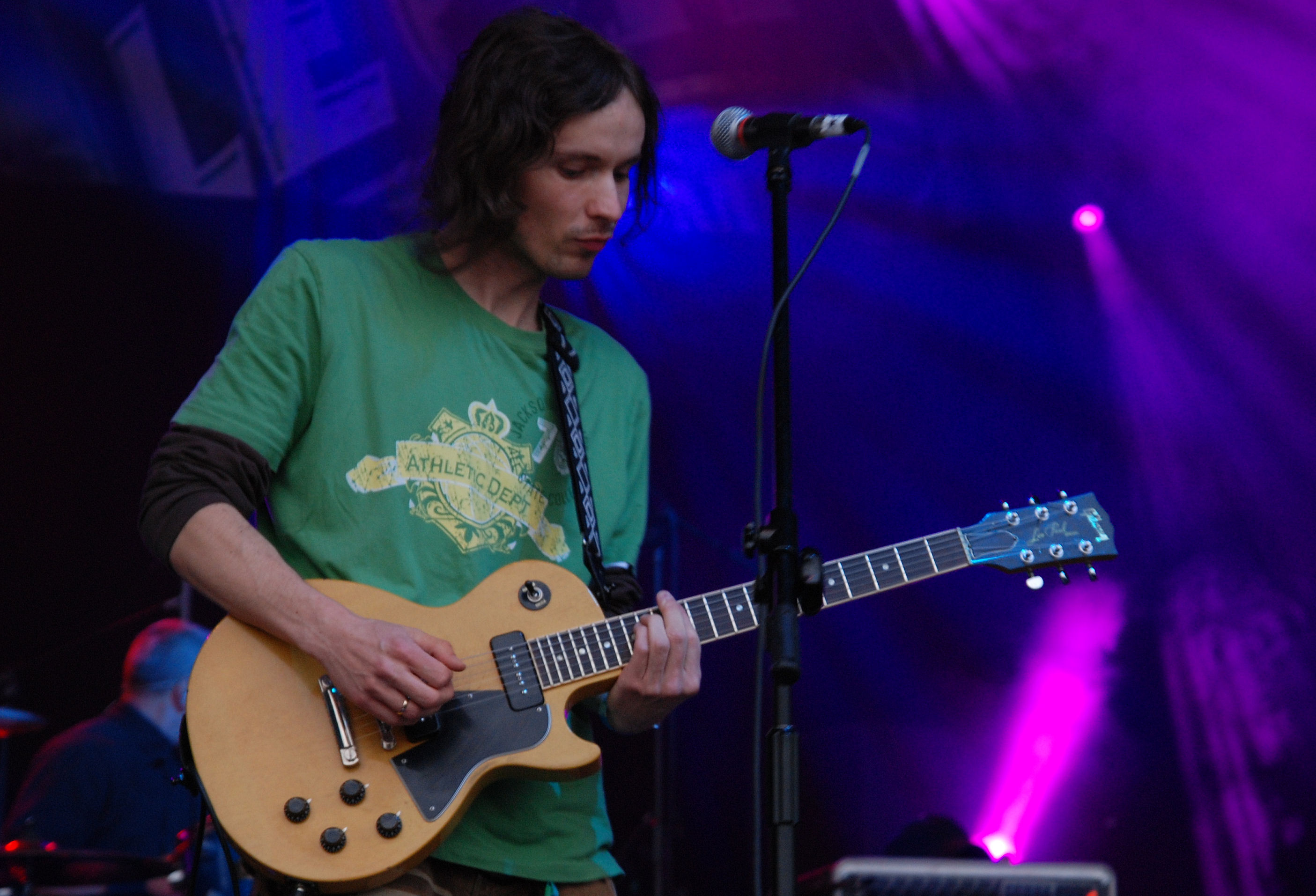
Wojciech „YELLOW” Żółty în timpul festivalului Juwenalia Śląskie (2008)

## Componență
Membri actuali
- Piotr Wróbel – chitară, vocal
- Wojciech „Yellow” Żółty – chitară, vocal
- Eugeniusz Kubat – chitară bas
- Michał Sosna – saxofon
- Mikołaj Strachura – baterie

Foști membri
- Piotr „Yoyo” Jakimów – baterie (pînă în 2002)
- Łukasz Gocal – baterie (2002 - 2007)
- Tomasz Kłaptocz – voce, trompetă (pînă în 2008)
- Krzysztof „Flipper” Krupa – baterie (2007 - 2011)
- Ireneusz Wojnar – chitară bas (pînă în 2012)
- Przemysław Zwias – saxofon, flaut (pînă în 2012)
- Bartek „Barthezz” Pawlus – baterie (2011 - 2014)

## Discografie

### Albume de studio
- Pomarańcza (29 ianuarie 2001, re-lansare 22 mai 2006)
- Prowincja (1 octombrie 2003, re-lansare 22 mai 2006)
- Fantasmagorie (31 mai 2006)
- Optymistyka (7 noiembrie 2008)
- Człowiek (31 mai 2010)
- Akurat gra Kleyffa i jedną Kelusa (7 noiembrie 2012)

### Single-uri
- Droga długa jest (2001)
- Dyskoteka gra (2001)
- Lubię mówić z Tobą (2002)
- Do prostego człowieka (2003)
- Wiej-ska (2003)
- Fantasmagorie (2006)
- Demo (2006)
- Czy to już (2006)
- Tylko najwięksi (2007)
- Jeden człowiek to jeden sens (2008)
- Żółty wróbel (2008)
- Język ciała (2009)
- Danse Macabre (2010)
- Godowy majowy (2010)
- Ale człowiek song (2010)
- Nie fikam (2011)
- Przed snem - słoiczek Tiananmen (2012)
- Kochana Kochana Kochana (2013)